# Nicholas Royle (Literaturwissenschaftler)
Nicholas W. O. Royle (geboren 10. April 1957 in London) ist ein britischer Literaturwissenschaftler und Schriftsteller. 

## Leben
Royle studierte am Exeter College Oxford, er wurde 1984 mit einer Dissertation über den Lyriker Wallace Stevens promoviert. Er arbeitete von 1981 bis 1987 an der University of Oxford, dann bis 1992 an der Universität Tampere und danach an der University of Stirling. Seit 1999 ist er Anglistikprofessor an der University of Sussex, wo er  das  Centre for Creative and Critical Thought schuf. 
Royle arbeitet mit Andrew Bennett zusammen, sie schrieben eine Studie über die Romane Elizabeth Bowens und eine Einführung in die Literaturtheorie. Seit 1970 schreibt er im Oxford Literary Review und wurde später Mitherausgeber. 
Royle ist ein Experte für das Werk Jacques Derridas, über den er 2003 eine Monografie veröffentlichte. Royle schrieb einen „User Guide“ für die Dekonstruktion. 
Royle hat (Stand 2017) zwei Romane veröffentlicht.

## Werke (Auswahl)

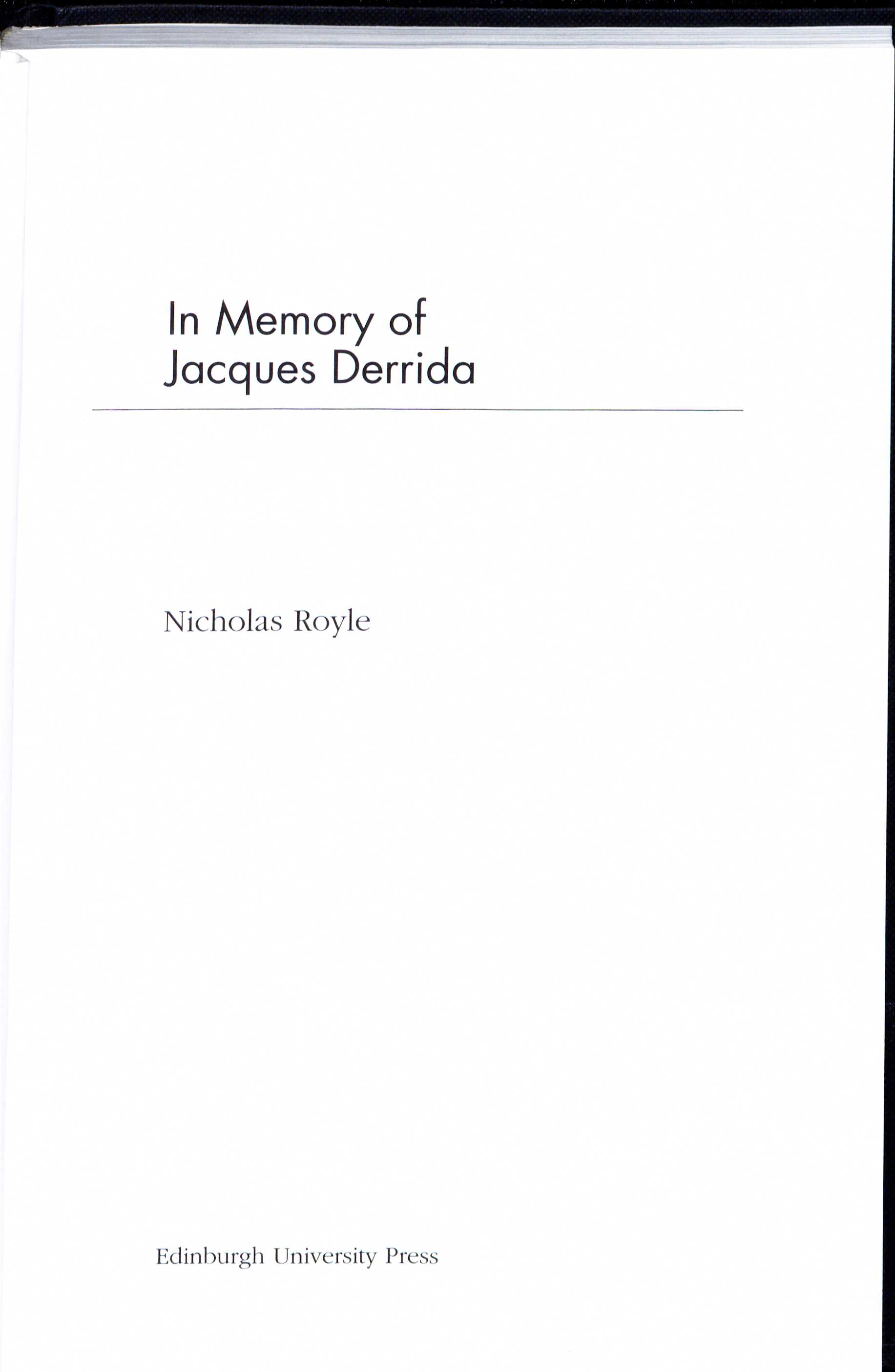
Jacques Derrida (2009)

- David Bowie, Enid Blyton and the sun machine. Manchester University Press (2023)
- Mother A Memoir. Myriad Editions (2020)
- Veering : a theory of literature. Edinburgh : Edinburgh University Press, 2012
- The distraction of 'Freud': Literature, Psychoanalysis and the Bacon. 2010
- In Memory of Jacques Derrida. Edinburgh: Edinburgh University Press, 2009
- Telepathies. Edinburgh : Edinburgh University Press, 2008
- How to Read Shakespeare. London: Granta, 2005
- Jacques Derrida. London : Routledge, 2003
- The Uncanny. Routledge, London 2003, ISBN 0-415-96702-3.
- Deconstructions: A User's Guide. Basingstoke : Macmillan, 2000
- E.M. Forster. Plymouth: British Council/Northcote House, 1999
- mit Andrew Bennett: An Introduction to Literature, Criticism and Theory. Prentice Hall Europe, 1999, ISBN 0-13-010914-2
- After Derrida. Manchester: Manchester University Press, 1995
- mit Andrew Bennett: Elizabeth Bowen and the Dissolution of the Novel: Still Lives. London : Macmillan, 1995
- Telepathy and Literature: Essays on the Reading Mind. Oxford: Basil Blackwell, 1991
- (Hrsg.):  Afterwords. Tampere, Finland : Outside Books, 1992
- mit Ann Wordsworth: Psychoanalysis and literature : new work. Oxford : Oxford Literary Review, 1990

Belletristik
- An English Guide to Birdwatching. Roman. Brighton : Myriad 2017
- Quilt. Roman. Brighton : Myriad Editions, 2010